# Lista de adyacencia

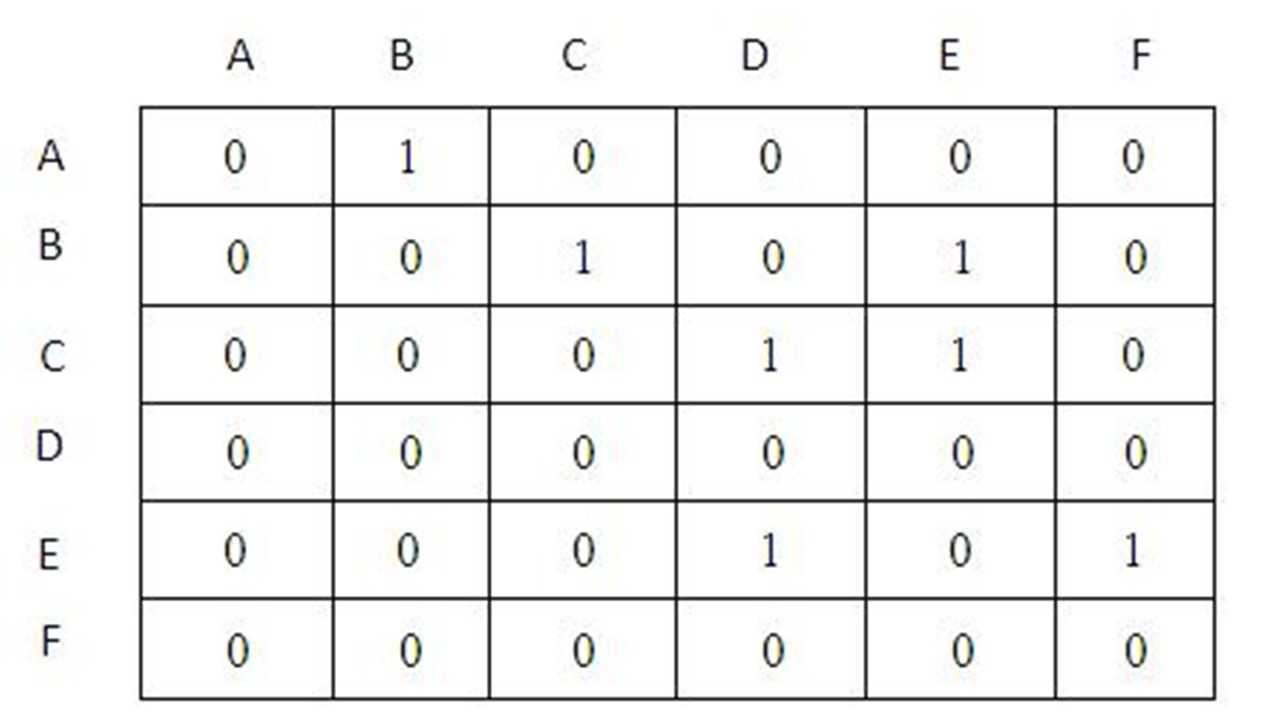
Lista de adyacencia.

En teoría de grafos, una lista de adyacencia es una representación de todas las aristas o arcos de un grafo mediante una lista.
Si el grafo es no dirigido, cada entrada es un conjunto o multiconjunto de dos vértices conteniendo los dos extremos de la arista correspondiente. Si el grafo es dirigido, cada entrada es una tupla de dos nodos, uno denotando el nodo fuente y el otro denotando el nodo destino del arco correspondiente.
Típicamente, las listas de adyacentes no son ordenadas.